# Hydraecia ultima
Hydraecia ultima is een vlinder uit de familie uilen (Noctuidae). De wetenschappelijke naam is voor het eerst geldig gepubliceerd in 1965 door Holst.
De soort komt voor in Europa.